# Madama Lucrezia
Madama Lucrezia (romanesco : Madama Lugrezzia) est l'une des statues parlantes de Rome. Des pasquinate, c'est-à-dire des satires irrévérencieuses se moquant des personnages publics, sont affichées à côté de chacune des statues à partir du XVIe siècle ; écrites comme si elles étaient prononcées par la statue, en grande partie en réponse aux versets affichés sur la sculpture Pasquino. Madama Lucrezia est la seule statue parlante féminine, dont les versets concurrençaient ceux du Pasquino et du Marforio.
Madama Lucrezia est un buste romain colossal, d'environ 3 mètres de haut, posé sur un socle au coin d'une place entre le Palazzo Venezia et la basilique Saint-Marc. La statue est gravement défigurée, son sujet d'origine ne peut pas être identifié avec certitude. Elle pourrait représenter la déesse égyptienne Isis (ou une prêtresse d'Isis), ou peut-être un portrait de l'impératrice romaine Faustina. Le buste est donné à Lucrezia d'Alagno, amante d'Alfonso d'Aragona, roi de Naples ; la statue est déplacée à Rome après la mort d'Alfonso en 1458.